# 로날 더 바바리언
로날 더 바바리언(덴마크어: Ronal barbaren, 영어: Ronal the Barbarian)은 2011년 공개된 덴마크의 3D 애니메이션 영화이다. 감독은 쏜뵨 크리스토퍼젠, 크레스텐 베스트버그 안데르센, 필립 아이슈타인 립스키이다. <테르켈 인 트러블>, <저니 투 새턴>에 이은 세번째 영화로 덴마크 영화협회와 TV 2가 지원하고 노르디스크 필름, 노르디스크 필름 TV 폰드가 배급을 맡았다.
로날 더 바바리언은 코미디 판타지 영화로 바바리안과 검과 마법을 장르로 한 작품, 롤플레잉 게임, 영화 등을 패러디하였다. <코난 더 바바리언>이나 던전 앤 드래곤 등의 작품이 패러디 소재가 되었으며, 1980년대 판타지 유행과 헤비메탈 곡, 그리고 성적 농담까지도 소재로 삼았다. 덴마크에서는 2011년 9월 29일에 개봉하였으며 대한민국에서는 2013년 3월 21일에 개봉하였다.

## 줄거리
바바리안 전사의 일원인 '로날'이 악마 '잘'의 기운을 받은 '볼키자르'에 맞서 부족을 구하는 이야기를 담고 있다.